# 라스 방구라
알하산 방구라(프랑스어: Alhassane Bangoura, 1992년 3월 30일 ~ )는 라이트 윙어로 뛰고 있는 기니의 프로 축구 선수이다.

## 구단 경력

### 라요 바예카노
코나크리에서 태어난 방구라는 지역의 에투알 뒤 기니에서 그의 경력을 시작했다. 2010년, 18세의 나이로, 그는 라요 바예카노의 유소년 팀에 입단하여, 주니어 시절 마지막 해에 25경기에서 23골을 넣었다.
방구라는 2010-11 시즌에 1군 소속으로 4번의 세군다 디비시온 경기에 출전했는데, 마드리드는 8년만에 라리가로 복귀했다. 2011년 6월, 그는 이웃 레알 마드리드의 영입 제의를 받아 들였다.
방구라는 2011년 8월 28일, 스페인 1부 리그 데뷔 전을 치렀고, 아틀레틱 빌바오와의 원정 경기에서 31분을 뛰었다. 10월 23일, 그는 이전에 승격한 레알 베티스와의 원정 경기에서 2-0 승리를 기록했다. 2012년 2월 19일, 그는 레반테 UD와의 원정 경기에서 2골을 넣어 5-3으로 이겼다.
2015년 1월 이적 시장 초기, 방구라는 그라나다 CF로 6월까지 임대되었다. 그는 코파 델 레이 16강 세비야 FC와의 홈 경기에서 데뷔 초에 득점을 올렸다.
2016년 1월 31일, 방구라는 시즌이 끝날 때까지 리그 1의 스타드 드 랭스로 임대되었다. 그는 5번째 경기에서 4-1로 패한 보르도와의 경기에서 골을 넣었지만, 결국 강등당했다.
2018년 2월 1일, 방구라는 스페인 2부 리그 팀 UD 알메리아로 6개월간 임대되었다. 그는 이틀 후 데뷔 전을 치렀고, 46분 만디와 교체되어 로르카 FC와의 경기에서 2-1로 승리했다.

## 국가대표팀 경력
방구라는 2009년 아프리카 U-17 챔피언십에서 기니를 대표했다.
그는 19세의 나이로 2011년 기니 국가대표팀으로 합류해 시니어 무대에 데뷔했고, 2012년과 2019년 아프리카 네이션스컵에 선발되었다.